# 부천부흥중학교
부천부흥중학교(富川富興中學校)는 대한민국 경기도 부천시 원미구 중동에 있는 공립 중학교이다.

## 학교 연혁
- 1995년 3월 1일 : 개교 [1학년 9학급 편성]
- 1995년 3월 1일 : 초대 허복 교장 취임
- 1998년 2월 17일 : 제1회 졸업식(443명)
- 2010년 4월 1일 : 오색다문화 공동체 학교 운영
- 2022년 3월 1일 : 제10대 김태득 교장 취임
- 2024년 1월 5일 : 제27회 졸업식(136명, 연 8,280명)
- 2024년 3월 4일 : 제30회 입학식(5학급 122명)
- 2024년 3월 4일 : 운동부(태권도) 운영교
- 2024년 3월 4일 : 다문화 예비학교 운영

## 참고 자료
- 부천부흥중학교 - 한국교육학술정보원 학교알리미